# La Genétouze
La Genétouze (do 7 lutego 2017 La Génétouze) – miejscowość i gmina we Francji, w regionie Nowa Akwitania, w departamencie Charente-Maritime. W 2013 roku populacja ówczesnej gminy wynosiła 220 mieszkańców. 